# Grevillea donaldiana
Grevillea donaldiana är en tvåhjärtbladig växtart som beskrevs av K.F. Kenneally. Grevillea donaldiana ingår i släktet Grevillea och familjen Proteaceae. Inga underarter finns listade i Catalogue of Life.